# Manuel Galera Magdelano
Manuel Galera Magdelano (Armilla, 3 de desembre de 1943 - Port del Mojón, 14 de febrer de 1972) va ser un ciclista espanyol, que fou professional entre 1967 i 1972, any en què morí accidentalment durant la disputa de la Volta a Andalusia. En homenatge seu es va crear el Memorial Manuel Galera.
Era el germà petit del també ciclista Joaquín Galera.

## Palmarès
- 1968
  - 1r a la Volta a Guatemala i vencedor d'una etapa
  - Vencedor de 2 etapes a la Volta a Colòmbia
- 1969
  - Vencedor de 2 etapes a la Volta a Colòmbia

### Resultats al Tour de França
- 1969. 47è de la classificació general

### Resultats a la Volta a Espanya
- 1970. 50è de la classificació general
- 1971. 5è de la classificació general

### Resultats al Giro d'Itàlia
- 1968. 15è de la classificació general